# Oudard d'Attainville
Oudard d'Attainville (né vers 1360 - on perd sa trace après 1415),  est un noble du royaume de France.

## Biographie
Oudard d'Attainville est cité comme le fils illégitime de Charles V et Biette de Casinel et frère Jean de Montaigu. 
Il s'est essentiellement illustré par ses querelles avec l'archevêque Philippe d'Alençon, cousin du roi, qui lui valurent d'être excommunié ainsi que toute sa famille en 1372, alors qu'il exerçait une charge de bailli dans la ville de Rouen. 
En 1374, il obtient le renvoi du prélat accusé d'avoir rallié Charles le Mauvais, roi de Navarre. Par la suite ses partisans font assassiner un chapelain si bien qu'Oudard d'Attainville doit quitter Rouen pour rejoindre Mâcon sur ordre du roi en 1375. Dans son nouveau bailliage, il fait décapiter deux hommes d'armes accusés par le cardinal-évêque d'Amiens de pillage, ce qui occasionne à nouveau des troubles.
On perd sa trace apres 1415, alors qu'il est âgé d'environ 55 ans.